# درمان وجودی
درمان وجودی یا هستی‌گرا درمانی یا روان‌درمانی اگزیستانسیال (به انگلیسی: Existential psychotherapy) نوعی روش فلسفی بر درمان است که بر این باور عمل می‌کند که کشمکش درونی در درون یک فرد ناشی از مواجه اشخاص با مفروضات مسلمی از هستی است. این مفروضات، همان‌گونه که توسط اروین یالوم اشاره شده، عبارت‌اند از: غیرقابل اجتناب بودن مرگ، آزادی و مسئولیت همراه با آن، انزوای وجودی (که اشاره به پدیدارشناسی دارد)، و در نهایت بی‌معنایی (در مفهوم اگزیستانسیالیستی). این چهار مفروض، که همچنین به عنوان دلواپسی‌های غائی نیز به آن‌ها اشاره شده، بدنهٔ «درمان وجودی» را تشکیل داده و چارچوبی را در فهم مشکل مراجع برای درمانگر و در راستای بسط یک رویه درمانی ایجاد می‌کنند. در مکتب بریتانیایی درمان وجودی، این چهار مسلمات به عنوان تنش‌ها و تناقضات قابل پیش‌بینی از چهار بعد وجود انسان، در عرصه‌های فیزیکی، اجتماعی، شخصی و معنوی در نظر گرفته شده‌است.
درمان وجودی که با نام‌های روان‌شناسی (روان‌درمانی) اگزیستانسیال یا هستی‌گرایانه نیز شناخته می‌شود، رویکردی پویا یا پویه‌نگر است و بر دلواپسی‌هایی تمرکز می‌کند که در هستی انسان ریشه دارند. روان‌پویه‌شناسی هر فرد شامل نیروها، انگیزه‌ها و ترس‌های ناخودآگاه و خودآگاهی است که در درونش به کنش مشغول‌اند. روان‌درمانی‌های پویه‌نگر، درمان‌هایی بر اساس مدلی پویای از کارکرد روانی هستند. اکتشاف عمیق از چشم‌انداز درمانگر اگزیستانسیال، روبیدن و کنار زدن دلواپسی‌های روزمره و تفکر عمیق فرد دربارهٔ موقعیت است.
اروین د. یالوم از پایه‌گذاران این روش است و کتابی نیز با همین نام نوشته‌است. این کتاب در سال ۱۹۸۰ چاپ شده‌است و در سال ۱۳۹۰ توسط سپیده حبیب به فارسی برگردانده شده‌است. یالوم پس از نوشتن این کتاب و برای بسط نظریهٔ اگزیستانسیال خود آثاری همچون «و چون نیچه گریست» و «مامان و معنای زندگی» را نوشت.

## تاریخچه
اصطلاح معاصر وجودگرایی اغلب با فیلسوفان فرانسوی نظیر ژان پل سارتر و گابریل مارسل ارتباط دارد که این فلسفه را در دهه ۱۹۴۰ایجاد کردند.
همچنین درمانگران وجودی از فعالیت فیلسوفانی چون مارتین هایدگر، ادموند هوسرل، امانوئل لویناس و مارتین بوبر تأثیر پذیرفته‌اند.
فیلسوفان اصلی روان درمانی وجودی دو فیلسوف نابغهٔ قرن نوزدهم یعنی کی‌یرکگارد و نیچه هستند که به انسانیت زدایی مکانیکی افراد در دنیای پیشرفته واکنش نشان دادند و تأثیرات آن‌ها را می‌توان در بین روانشناسان معروف سراسر دوره‌ها مشاهده کرد.
روانپزشک سوئیسی لودویگ بینزوانگر (۱۹۶۶–۱۸۸۱) اولین پزشکی بود که روان درمانی را با وجود گرایی ترکیب نمود. این کار قسمتی از جهت‌گیری روان درمانی وجودی گسترده‌تری بود که در اروپای مرکزی در پاسخ به نارضایتی از چارچوب‌های نظری روانپزشکی و روان تحلیلگری به وجود آمد.
در سال ۱۹۸۸، انجمن تحلیل وجودی در بریتانیا دایر گردید که مجله تحلیل وجودی را منتشر کرد.
روان درمانی وجودی در سال ۱۹۵۸ با انتشار کتاب وجود : بعدی جدید در روانپزشکی و روانشناسی اثررولو می، ارنست آنگل و هنری الن برگر، به ایالات متحده معرفی شد.
اریک فروم یکی از بانیان مؤسسه ویلیام الونسون وایت، کتاب‌های زیادی نوشت که موضوعات وجودی را مورد بررسی قرار می‌داد.
وی در کتاب گریز از آزادی بر روی گرایش انسان به سر سپردن به قدرت به عنوان روشی برای دفاع علیه ترس‌های وجودیِ ناشی از انتخاب آزاد، تمرکز کرد.
همچنین در کتاب هنر عشق ورزیدن موضوعاتی را دربارهٔ تنهایی وجودی مطرح کرد.
ویکتور فرانکل کتاب انسان در جستجوی معنا را نوشت که رویکردی به معنادرمانی را ترویج می‌کند که در آن بر اراده، آزادی، معنا و مسئولیت پذیری تأکید می‌شود.
اولین کتاب جامع در روان درمانی وجودی در سال ۱۹۸۰ تحت عنوان روان درمانی وجودی توسط اروین یالوم نوشته شد. در این کتاب و کتاب‌های بعدی یالوم تلاش کرد تا آنچه را یک درمانگر وجودی می‌بایست در جلسات درمانی انجام دهد، با شرح و تفصیل بیان کند.
همچنین یالوم در کتاب خیره به خورشید غلبه بر ترس از مرگ بر روی تجربه و درمان سطوح بالای اضطرابِ مرگ تمرکز می‌کند.

## روان‌پویه‌شناسی وجودی
دیدگاه اگزیستانسیال بر تعارض اساسی متفاوتی تأکید دارد: نه تعارض با غرایز سرکوب شده و نه تعارض با بالغین مهم درونی شده، بلکه تعارضی حاصل رویارویی فرد با مسلمات هستی. منظور از مسلمات هستی دلواپسی‌های غایی مُسَلَم است، ویژگی‌های درونی قطعی و مسلمی که بخش گریز ناپذیری از هستی انسان در جهان آفرینش هستند. اگر عمیقاً به «موقعیت مان» هستی مان، مرزهایمان و امکاناتمان در جهان بیندیشیم، اگر به خاکی قدم بگذاریم که شالودهٔ تمامی زمین‎هاست و همه چیز بر پایهٔ آن بنا شده، قطعاً با مسلمات هستی روبرو می‌شویم.
دلواپسی‌های غایی: بیش تر الگوهای موجود در ناهنجاری‌های روانی، بر این فرض بنیان نهاده شده که ناهنجاری روانی، حاصل به کارگیری شیوه‌ای ناکارآمد و ناموزون در مقابله با اضطراب است. الگوی اگزیستانسیال فرض را بر این می‌گذارد که اضطراب برخاسته از رویارویی فرد با دلواپسی‌های غایی هستی ست.
اساس روان‌درمانی وجودی که بر پایهٔ دلواپسی‌های غایی بنا شده‌است. این دلواپسی‌ها به چهار مقوله عمده تقسیم می‌شود: مرگ، آزادی، تنهایی، پوچی.
هرکدام از این عناوین تارهایی از یک ریسمان بهم آویخته‌اند که مدل یک پارچهٔ اگزیستانسیال را به وجود می‌آورند.
روان درمانی وجودی در سال ۱۹۵۸ با انتشار کتاب وجود: بعدی جدید در روانپزشکی و روانشناسی اثر رولو می، ارنست آنگل و هنری الن برگر، به ایالات متحده معرفی شد.[۱] اریک فروم یکی از بانیان مؤسسه ویلیام الونسون وایت، کتاب‌های زیادی نوشت که موضوعات وجودی را مورد بررسی قرار می‌داد. وی در کتاب گریز از آزادی، بر روی گرایش انسان به سر سپردن به قدرت به عنوان روشی برای دفاع علیه ترس‌های وجودیِ ناشی از انتخاب آزاد، تمرکز کرد.[۲] همچنین در کتاب هنرِ عشق ورزیدن، موضوعاتی را دربارهٔ تنهایی وجودی مطرح کرد.[۳] ویکتور فرانکل کتاب انسان در جستجوی معنا را نوشت که رویکردی به معنادرمانی را ترویج می‌کند که در آن بر اراده، آزادی، معنا و مسئولیت پذیری تأکید می‌شود.[۴] اولین کتاب جامع در روان درمانی وجودی در سال ۱۹۸۰ تحت عنوان روان درمانی وجودی توسط اروین یالوم نوشته شد. در این کتاب و کتاب‌های بعدی، یالوم تلاش کرد تا آنچه را که یک درمانگر وجودی می‌بایست در جلسات درمانی انجام دهد، با شرح و تفصیل بیان کند. همچنین یالوم در کتاب خیره به خورشید، غلبه بر ترس از مرگ بر روی تجربه و درمان سطوح بالای اضطرابِ مرگ تمرکز می‌کند. همچنین یالوم در کتاب مسئله اسپینوزا به نگاه اسپینوزا به دغدغه‌های وجودی پرداخته‌است.